# فرحات زيادة
فرحات زيادة (8 نيسان 1917- 8 حزيران 2016)، أكاديمي ومحامي فلسطيني ولد في مدينة رام الله، حصل على شهادة البكالوريوس في القانون من الجامعة الأميركية في بيروت عام 1937، ثم التحق بجامعة لندن وحصل على شهادة الدكتوراه بالحقوق عام 1940.
مُنح جائزة جمعية دراسات الشرق الأوسط "MESA Mentoring Award" عام 1997 تقديراً لمساهماته الاستثنائية في تعليم وتدريب الآخرين في دراسات الشرق الأوسط. توفي في عام 2016.

## سيرته
هاجر فرحات يعقوب زيادة إلى الولايات المتحدة لعدم قدرته على العودة إلى فلسطين خلال الحرب العالمية الثانية وشغل عدة مناصب خلال فترة حياته وهي:
- محاميًا في إحدى المحاكم العليا في مدينة لينكولين البريطانية، في عام 1946.
- قاضيًا في الحكومة الفلسطينية في عام 1948.
- مؤسس قسم لغات الشرق الأدنى وآدابه في جامعة واشنطن عام 1966.
- دكتور في اللغة العربية والدراسات الإسلامية في جامعة بريسنتون لغاية عام 1966.
- رئيس قسم لغات الشرق الأدنى وآدابه عام 1970.
- زميل فخري في جمعية دراسات الشرق الأوسط "MESA" عام 2012.
- مؤسس مدرسة "هنري جاكسون" للدراسات العالمية وحضارة الشرق الأوسط في جامعة واشنطن.

## مؤلفاته
له العديد من المؤلفات منها:
- تاريخ الشعب الأمريكي صدر عام 1946.
- مقدمة في اللغة العربية الحديثة صدرت عام 1955.
- المحامون وسيادة القانون والليبرالية في مصر الحديثة صدر عام 1968.
- Property Law in the Arab World صدر عام 1979.

## وفاته
توفّي البروفيسور الفلسطيني فرحات زيادة، في الولايات المتحدة الأميركية بعد أن أمضى حياته متنقلًا ما بين بيروت ولندن والولايات المتحدة، برع خلالها في العلم ودراسة القانون وشؤون الشرق الأوسط.